# Trox scaber
Trox scaber là một loài bọ cánh cứng trong họ Trogidae.

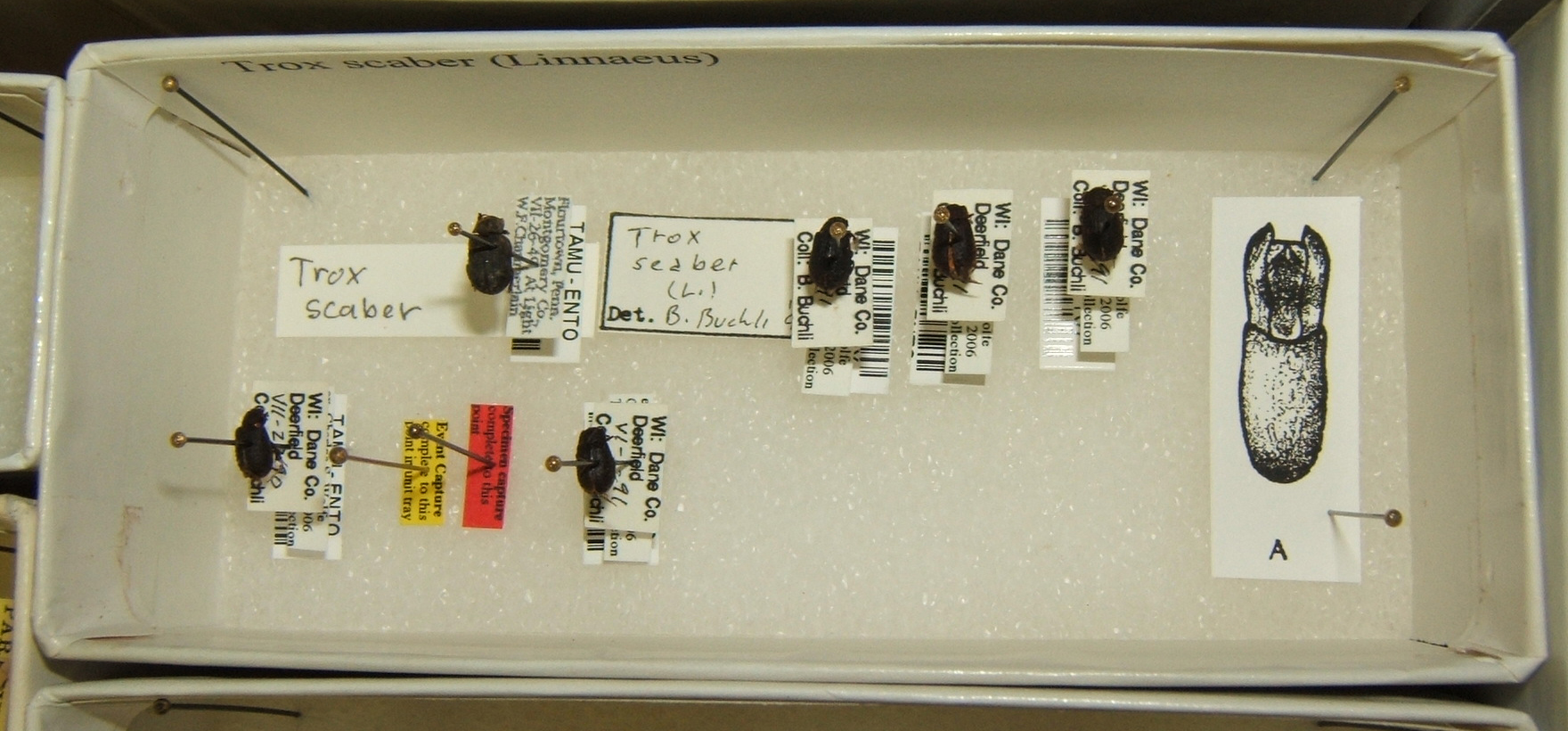
Trox scaber variation